# Georgia World Congress Center
Das Georgia World Congress Center (GWCC) ist ein Kongresszentrum in Atlanta im US-Bundesstaat Georgia.
Das Kongresszentrum wurde 1976 als erstes staatliches Kongresszentrum in den Vereinigten Staaten eröffnet. Es wird im Auftrag des State of Georgia von der Georgia World Congress Center Authority betrieben. Das Zentrum befindet sich in der Innenstadt von Atlanta neben dem CNN Center und der State Farm Arena.

## Infrastruktur
Das Georgia World Congress Center besteht aus drei Gebäuden, welche die Buchstaben A, B und C tragen. Insgesamt verfügen diese Gebäude über zwölf Ausstellungshallen, 105 Tagungsräume und zwei Ballsäle. Das Gebäude A verfügt über drei Ausstellungshallen und das Sidney Marcus Auditorium mit 1740 Sitzplätzen. Im Gebäude B, dem Größten der Drei, gibt es fünf Ausstellungshallen und den 3065 Quadratmeter großen Thomas B. Murphy Ballsaal. Das neueste Gebäude, Gebäude C, verfügt über vier Ausstellungshallen und den 2387 Quadratmeter großen Georgia Ballsaal. Durch den Komplex verlaufen Güterbahngleise, weshalb die Ausstellungshallen teilweise mit Fußgängerbrücken verbunden sind. Zudem gibt es circa 5600 Parkplätze auf dem Gelände.

## Geschichte
Entworfen wurde das Georgia World Congress Center vom in Atlanta ansässigen Architekturbüro tvsdesign. Die Eröffnung erfolgte 1976 mit einer Ausstellungsfläche von 33.000 Quadratmetern. 1985, 1992 und 2002 wurde das GWCC erweitert.
Am 14. März 2008 wurde das Georgia World Congress Center durch den Atlanta Tornado Outbreak stark beschädigt. So kam es zu Dach- und Wasserschäden. Die Reparaturarbeiten wurden rechtzeitig zur International Career Development Conference (ICDC) fertiggestellt. 2009 war das GWCC Veranstaltungsort der Soul Train Music Awards.
Während der COVID-19-Pandemie wurden das GWCC zu einem temporären Krankenhaus umfunktioniert um Krankenhäuser in der Region zu entlasten.

## Olympische Spiele 1996
Im Rahmen der Olympischen Sommerspiele 1996 war das GWCC Wettkampfstätte von sieben verschiedenen Sportarten und zudem das Medienzentrum der Spiele.
Die Sportarten fanden in folgende Hallen statt:
- Halle D: Tischtennisturniere auf acht Platten (4.100 Plätze)
- Halle F: Wettkämpfe im Gewichtheben auf einer 12 m² großen Bühne (5.000 Plätze)
- Halle F: Fechtwettkämpfe auf fünf Bahnen sowie Schießen und Fechten im Modernen Fünfkampf (3.900 Plätze)
- Halle G: Handballturniere Vorrunde, Halbfinale, Platzierungsspiele der Männer sowie alle Spiele der Frauen; Griechisch-römisches Ringen (7.300 Plätze)
- Halle H: Judo- und Freistilringkämpfe  (7.300 Plätze)